# Dunbeholden FC
El Dunbeholden FC es un club de fútbol de Jamaica ubicado en la ciudad de Spanish Town. Actualmente participa en la Liga Premier Nacional de Jamaica.

## Historia
El club fue fundado en el año de 1992 en la ciudad de Spanish Town. Ha estado participando en las Ligas Regionales de Jamaica desde 1992-93 hasta 2017-18, esa última logró el ascenso a la Liga Premier Nacional de Jamaica en la temporada 2018-19.
En esa temporada terminó 10.° de la clasificación general, logrando su permanencia.
En la temporada 2022 logrando llegar hasta la gran final perdiendo en los penales ante Harbour View 6:5 luego de empatar en el tiempo reglamentario de 1:1.